# Kind of girl
Kind of Girl er et alternativt popband med rødder i København.
Bandet blev dannet i 2005 og har lavet 2 udgivelser. "Lonely in a modern way" blev udgivet i september 2008, og i maj 2009 udgav de EP'en "Petit fours".
Deres udgivelser er blevet downloadet gratis på internet-radiokonceptet Last.fm 2.2 millioner gange, men ikke mange hører dem.
Bandet har fået spilletid på omkring 230 radiostationer verden over, her iblandt DR P3 & P4, WDR i Tyskland og Amerikanske WBRU-FM.
Mange vil genkende singlen “Slave To Your Charms”, der i Danmark har været et hit på P3